# Pla sagital

Plans anatòmics en un home

Un pla sagital és qualsevol dels plans verticals que passen pel cos o per un membre o òrgan i el divideixen en una part esquerra i una part dreta. El pla medià és un pla sagital mig, que divideix el cos en dues meitats, essent, la part esquerra i dreta, de la mateixa mida.
Es parla de tall o secció sagital en referència a cadascuna de les parts separades per un pla sagital.

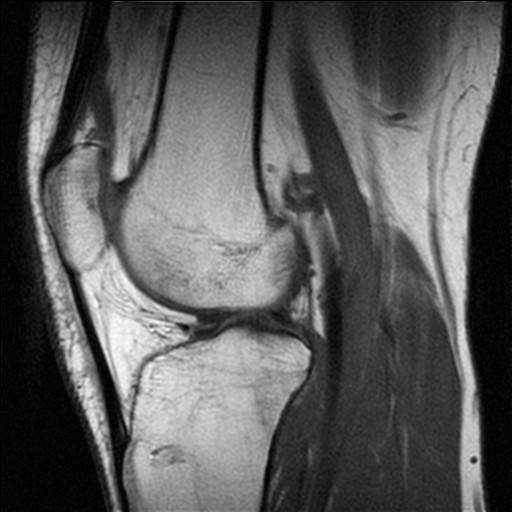
Imatge d'una secció sagital per RMN del genoll